# Knobloch-Syndrom
Das Knobloch-Syndrom (Synonyme: Knobloch-Layer-Syndrom; Netzhautablösung – okzipitale Enzephalozele) ist eine sehr seltene angeborene Erkrankung mit einer Kombination von Enzephalozele (äußerer Hirnprolaps durch eine Schädellücke), Vitreoretinopathie (Erkrankung des Glaskörpers und der Netzhaut) und Makuladegeneration (Erkrankung des Punktes des schärfsten Sehens).
Die Bezeichnung bezieht sich auf die Erstautoren der Erstbeschreibung aus dem Jahre 1971, den US-amerikanischen Augenarzt William Hunter Knobloch und J. M. Layer.

## Verbreitung
Die Häufigkeit wird mit unter 1 zu 1.000.000 angegeben, bislang wurde über weniger als 100 Betroffene berichtet. Die Vererbung erfolgt autosomal-rezessiv.

## Ursache
Je nach zugrunde liegender Mutation können folgende Typen unterschieden werden:
- Typ 1 mit Mutationen im COL18A1-Gen auf Chromosom 21 Genort q22.3[3]

Mutationen in diesem Gen finden sich auch beim Winkelblockglaukom (Primary closed-angle glaucoma) (GLCC).
- Typ 2 mit Mutationen im PAK2-Gen auf Chromosom 3 an q29[5]
- Typ 3 mit noch nicht gesichertem Gendefekt auf  Chromosom 17 an q11.2[6]

## Klinische Erscheinungen
Klinische Kriterien sind:
- Manifestation im ersten Lebensjahr
- hochgradige Myopie
- vitreoretinale Degeneration mit Netzhautablösung, Makuladegeneration
- meist okzipitale Enzephalozele

Häufig kommt ein Hydrozephalus hinzu, an den Augen können eine Katarakt, Veränderungen an der Iris und (unvollständige) Linsenluxation auftreten.

## Diagnose
Die Diagnose ergibt sich aus der Kombination klinisch-augenärztlicher Befunde.

## Differentialdiagnostik
Abzugrenzen sind:
- Stickler-Syndrom
- Wagner-Krankheit
- Marshall-Syndrom
- Meckel-Syndrom
- Walker-Warburg-Syndrom

## Therapie
Die Behandlung der Enzephalozele erfolgt operativ, die Augenveränderungen benötigen einen spezialisierten Augenarzt. Dennoch erfolgt in der Regel eine Erblindung im jungen Alter.